# Million Eyes
Million Eyes – pierwszy singel belgijskiego piosenkarza Loïca Notteta z jego debiutanckiego albumu studyjnego, zatytułowanego Selfocracy. Singel został wydany 27 października 2016. Twórcami tekstu utworu są Loïc Nottet i Army Morrey, natomiast jego produkcją zajął się Luuk Cox.
„Million Eyes” jest utrzymany w stylu muzyki electropop. Utwór był notowany na 2. miejscu na liście najlepiej sprzedających się singli w Belgii.

## Teledysk
Teledysk został wydany na YouTube 27 października 2016. Trwa cztery minuty i jedenaście sekund.

## Lista utworów
- Digital download[2]

1. „Million Eyes” – 4:14

## Notowania i certyfikaty
| Lista (2016–17)                        | Najwyższa pozycja |
| -------------------------------------- | ----------------- |
| Belgia (Ultratop 50 Singles, Flandria) | 23                |
| Belgia (Ultratop 50 Singles, Walonia)  | 2                 |
| Francja (Top 200 Singles)              | 5                 |
| Szwajcaria (Singles Top 100)           | 43                |

| Lista (2017)                          | Najwyższa pozycja |
| ------------------------------------- | ----------------- |
| Belgia (Ultratop 50 Singles, Walonia) | 25                |
| Francja (Top 200 Singles)             | 41                |

| Państwo        | Status           |
| -------------- | ---------------- |
| Belgia (BEA)   | złota płyta      |
| Francja (SNEP) | diamentowa płyta |

## Historia wydania
| Kraj  | Data                 | Format                      | Wytwórnia                | Źródło |
| ----- | -------------------- | --------------------------- | ------------------------ | ------ |
| Świat | 27 października 2016 | Digital download, streaming | Sony Music Entertainment | [ 2 ]  |